# Malalai Kakar

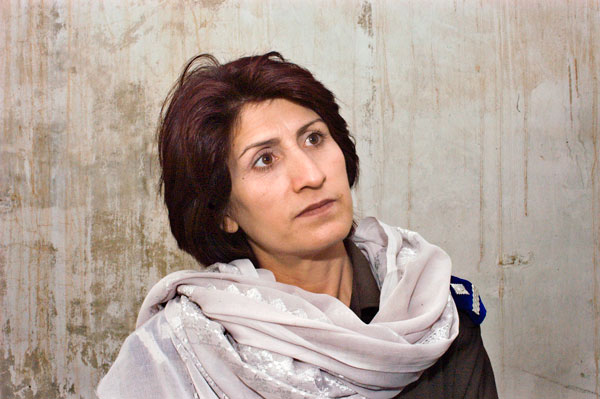
Malalai Kakar (2004)

Malalai Kakar (* 1967; † 28. September 2008 in Kandahar, Afghanistan) war eine prominente Polizistin in Afghanistan, die nach Kandahar zurückkam, als die Taliban 2001 verdrängt worden waren. Im Range eines Oberstleutnants leitete sie die Abteilung der Polizei Kandahars „Kriminalität gegen Frauen“. Sie wurde von den Taliban im September 2008 erschossen. 

## Leben
Kakar trat 1982 der Polizei bei und folgte damit dem Vorbild ihres Vaters, dem Oberstleutnant Gul Mohammad Kakar, und Bruders. Sie war die erste Frau, die die „Kandahar-Polizeiakademie“ erfolgreich mit Graduierung abschloss und den Posten einer Ermittlerin beim Kandahar Police Department bekleidete.
Sie war bereits sieben Jahre lang Polizistin, als die Taliban die Macht ergriffen. Sie floh daraufhin nach Pakistan, wo sie zehn Jahre blieb und eine Familie gründete. Sie kehrte 2001 nach Kandahar zurück.
Sie war die Mutter von sechs Kindern. Nach mehreren Anschlägen auf sie hielt sie in ihrem Haus ein Gewehr, eine AK-47, stets griffbereit und schlief nachts nie ohne Waffe in ihrer Nähe ein. Auf ihrem Dienstweg und nach Hause trug sie eine Burka und darunter eine Pistole, im Polizeidienst eine Uniform. Das Gebiet von Helmand und Kandahar ist stark von den Taliban beeinflusst, und das Tragen von Waffen in der Öffentlichkeit ist ein Bestandteil des Straßenbilds.
Sie war die bekannteste Polizistin Afghanistans, die sich unverschleiert in der Öffentlichkeit und auch Zigaretten rauchend zeigte. Sie gab ihre Haltung gegenüber dem Spiegel folgendermaßen zum Ausdruck: „Meine Position ist gefährlich, aber ich habe keine Angst. Die Taliban werden hier nie wieder die Herrschaft übernehmen.“

## Polizeiliche Aufgaben
In Afghanistan gab es 2009 etwa 500 Polizistinnen und über 92.500 Polizisten, davon etwa 15 in Kandahar.
Wegen der strengen Trennung der Geschlechter in der Gesellschaft üben Polizistinnen in Afghanistan wichtige Funktionen bei Durchsuchungen von Wohnungen und Straßenkontrollen aus. Kakar Malalai führte auch zahlreiche Hausdurchsuchungen durch, bei denen Waffen und Rauschgift beschlagnahmt wurden. Sie führte eine Einheit, die sich vor allem mit Straftaten gegen Frauen und Jugendliche befasste.

## Ermordung und Folgen
Malalai Kakar wurde am frühen Morgen des 28. September 2008 in ihrem Fahrzeug auf dem Weg zu ihrer Dienststelle von zwei bewaffneten Motorradfahrern erschossen. Ihr 18-jähriger Sohn, der Fahrer des Fahrzeugs, wurde durch einen Kopftreffer schwer verletzt.
Seit diesem Attentat ziehen sich Polizistinnen in Kandahar bei Untersuchungen entweder eine Burka oder eine Kopfabdeckung über, damit sie nicht erkannt werden. Der Sohn von Malalai Farhad gab Anfang Januar 2009 bekannt, dass die Familie Kakar laufend ihre Wohnung in Kandahar wechselt und dass sie den Ort verlassen werden, da er Sorge um das Leben seines Vaters und seiner Brüder hat.